# Jubal (filme)
Jubal é um filme estadunidense de 1956 do gênero Western, dirigido por Delmer Daves.
É uma refilmagem de Othello (interpretado por Borgnine), com Steiger como Iago e Ford como  Cassio. O elenco de apoio inclui [Charles Bronson], Jack Elam, Felicia Farr, Noah Beery, Jr. e John Dierkes.

## Sinopse
Jubal Troop é um "cowboy" de má sina, cuja vida tem sido assolada pela desgraça total, que é encontrado gravemente ferido pelo criador de gado do Wyoming, o bondoso rancheiro Shep Horgan, depois de perder o seu cavalo numa nevasca no caminho para Montana. Horgan oferece um emprego no seu rancho para Jubal, que fica relutante mas acaba por aceitar. Em pouco tempo, as qualidades de Jubal como vaqueiro fazem com que Shep se transforme no seu melhor amigo, e o nomeie para capataz do rancho, mas as coisas continuam problemáticas para Jubal. Além dos ciúmes e inveja provocados ao vaqueiro Pinky, Jubal é assediado pela esposa infiel de Shep, a desejável canadiana Mae, que é infeliz no seu casamento e já foi amante de Pinky, o que coloca em risco a amizade dos homens. Mas Pinky consegue envenenar Shep contra Jubal e tenta matá-lo, mas Jubal mata-o primeiro a ele, por legítima defesa, com a ajuda de um forasteiro viajante, Reb Haislipp, que oferece os seus préstimos ao rancho e torna-se grande amigo de Jubal. E nesse momento, Pinky volta tudo e todos contra Jubal, além de que Jubal é acolhido por uma família de católicos conservadores, que Jubal já tinha ajudado quando era capataz do rancho. Nesse acampamento, Jubal conhece Naomi, uma mulher simpática, que está comprometida com um homem de mau carácter que se alia a Pinky, para prender Jubal. Perante estas circunstâncias, cabe a Jubal Troop mudar de uma vez para sempre o caminho da sua vida do mal para o bem.

## Elenco
- Glenn Ford...Jubal
- Ernest Borgnine...Shep Horgan
- Rod Steiger...Pinki
- Valerie French...Mae
- Felicia Farr...Naomi Hoktor
- Charles Bronson...Reb Haislipp
- Basil Ruysdael...Shem Hoktor
- Noah Beery Jr....Sam
- John Dierkes...Carson
- Jack Elam...McCoy
- Robert Borton...Doutor Grant